# Telemicro
Telemicro é uma rede de televisão pertencente ao Grupo Telemicro fundada em 1986 por Juan Ramón Gómez Díaz.